# 瘋狂奧蘭多
《瘋狂奧蘭多》（Orlando Furioso）又作《瘋狂的羅蘭》是一部模仿中世紀傳奇敘事詩，阿里奧斯托代表作，1502年開始，1532年定稿。《瘋狂奧蘭多》是博亞爾多《熱戀的羅蘭》（Orlando Innamorato）的續篇，故事以查理大帝與撒拉遜人的安達盧斯戰爭為背景，利用中世紀流行的騎士傳奇體裁，以罗兰为主角，反映義大利當時的生活。
《戀愛中的奧蘭多》與《瘋狂奧蘭多》同樣源自當時歐洲家喻戶曉的法國史詩《羅蘭之歌》（La Chanson de Roland），主角的名字在義大利文中轉成了奧蘭多。

## 外部連結

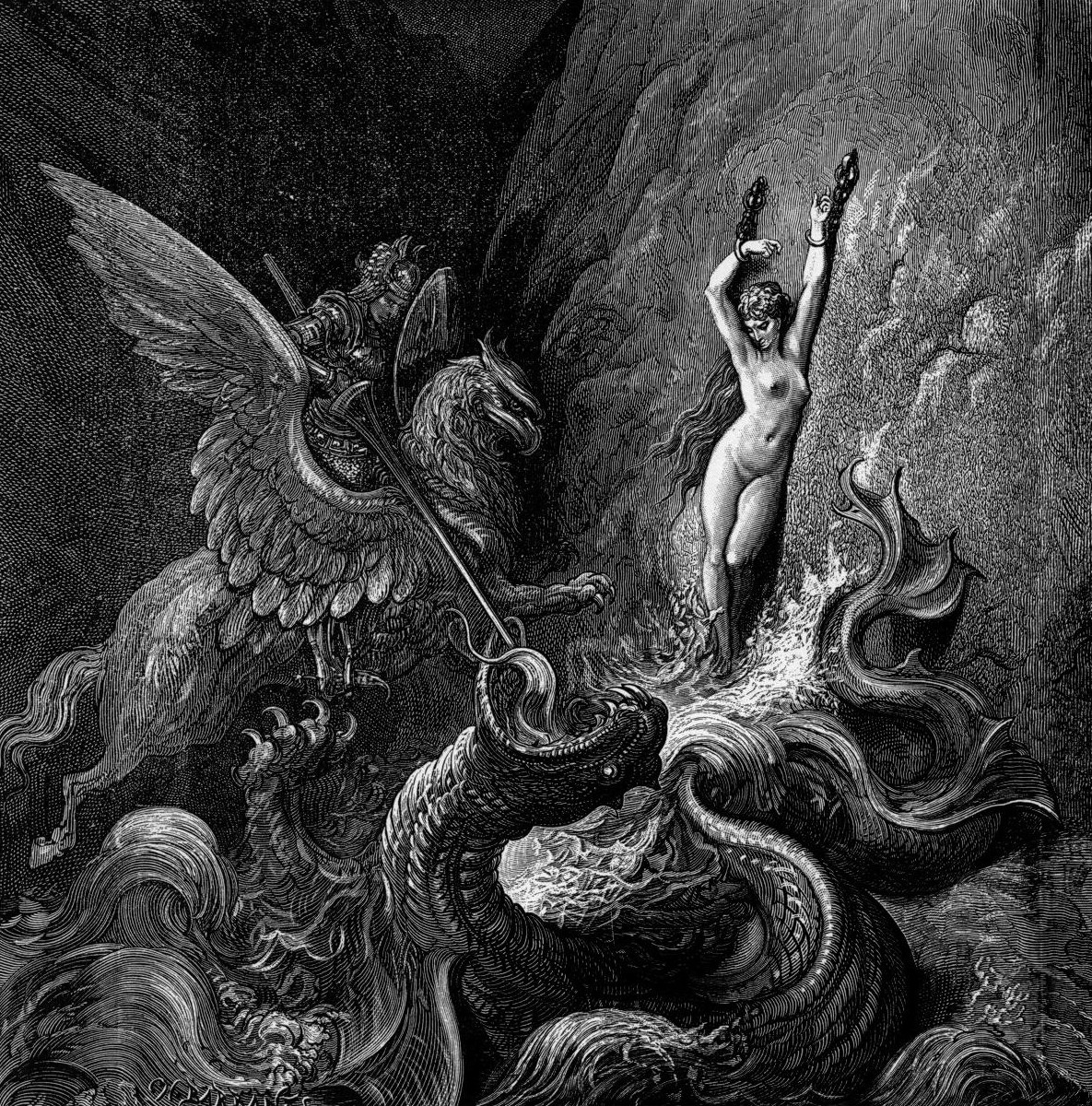
古斯塔夫·多雷的畫作

- 维基共享资源上的相關多媒體資源：Orlando Furioso
- 维基文库中的文獻全文：Orlando Furioso
- 意大利語维基文库中与本条目相关的原始文献：Orlando furioso
- Online Medieval & Classical Library E-text（由威廉·史都華·羅斯（英语：William Stewart Rose）所翻譯）
- 由威廉·史都華·羅斯所翻譯的英文翻譯版 （页面存档备份，存于）
- LibriVox中的公有领域有声书《Orlando Furioso》
- Orlando Furioso (Italian) - 古腾堡计划
- Orlando Furioso: Italian text （页面存档备份，存于）
- Orlando Furioso （页面存档备份，存于） - 米歇爾·德·蒙田的副本，透過劍橋數位圖書館（英语：Cambridge Digital Library）達到完全數位化